# Lodger
Lodger is het dertiende studioalbum van de Britse muzikant David Bowie, uitgebracht in 1979. Het is het laatste album in de zogeheten Berlijnse trilogie van Bowie, na de albums Low en "Heroes". Het album is toegankelijker dan deze twee, met name door het gebrek aan volledig instrumentale nummers en het wat lichtere en meer pop-georiënteerde geluid. Het wordt gezien als een van Bowies meest ondergewaardeerde werken.
Werktitels van het album waren Planned Accidents en Despite Straight Lines. Het album is gesplitst in twee thema's, zo staat kant 1 in het teken van reizen en kant 2 in het teken van westerse civilisatie. Diverse nummers hebben buitenlandse invloeden: "African Night Flight" werd geïnspireerd door een reis van Bowie en zijn jonge zoon Zowie naar Kenia, "Yassassin" is een reggaenummer met Turkse invloeden en "Red Sails" had, net zoals veel nummers op de Berlijnse trilogie, invloeden uit de Duitse krautrock.
Van het album werden vier singles uitgebracht, waarvan "Boys Keep Swinging" de bekendste was met een zeventiende plaats in de Nederlandse hitlijsten en een zevende plaats in Engeland. Ook "DJ" behaalde een hitnotering in Bowie's thuisland met een 29e positie. "Yassassin" en "Look Back in Anger" haalden de hitlijsten niet.

## Tracklist
- Alle nummers geschreven door Bowie en Brian Eno, tenzij anders aangegeven.

1. "Fantastic Voyage" – 2:55
2. "African Night Flight" – 2:54
3. "Move On" (Bowie) – 3:16
4. "Yassassin" (Bowie) – 4:10
5. "Red Sails" – 3:43
6. "DJ" (Bowie/Eno/Carlos Alomar) – 3:59
7. "Look Back in Anger" – 2:53
8. "Boys Keep Swinging" – 3:17
9. "Repetition" (Bowie) – 2:59
10. "Red Money" (Bowie/Alomar) – 4:17

Bonustracks op cd-uitgave 1991
1. "I Pray, Olé" – 3:59
2. "Look Back in Anger" (nieuwe opname uit 1988) – 6:59

## Musici
- David Bowie: zang, achtergrondzang, piano, gitaar, synthesizer, Chamberlin, productie
- Tony Visconti: achtergrondzang, gitaar, mandoline, basgitaar, productie, geluidstechnicus
- Brian Eno: synthesizers, ambient drone, geprepareerde piano, cricket menace, gitaarbehandelingen, horse trumpet, eroica hoorn, piano, achtergrondzang
- Adrian Belew: gitaar, mandoline
- Carlos Alomar: gitaar, drums op "Boys Keep Swinging"
- Dennis Davis: percussie, drums, basgitaar op "Boys Keep Swinging"
- George Murray: basgitaar
- Sean Mayes: piano
- Simon House: viool, mandoline
- Roger Powell: synthesizer
- Stan Harrison: saxofoon
- David Richards: geluidstechnicus
- Rod O'Brien: geluidsmixer